# (4635) Rimbaud
(4635) Rimbaud est un astéroïde de la ceinture principale.

## Description
(4635) Rimbaud est un astéroïde de la ceinture principale. Il fut découvert par Eric Walter Elst le 21 janvier 1988 à l'observatoire de Haute-Provence. Il présente une orbite caractérisée par un demi-grand axe de 2,4696 UA, une excentricité de 0,1498 et une inclinaison de 5,3392° par rapport à l'écliptique.
Il fut nommé en hommage au poète français, Arthur Rimbaud.

## Compléments